# We All Fall in Love Sometimes/Curtains
We All Fall In Love Sometimes/Curtains sono due brani composti ed interpretati dall'artista britannico Elton John; i testi sono di Bernie Taupin.
Secondo la critica, rappresentano due delle tracce più sofisticate e impegnative dell'album Captain Fantastic and the Brown Dirt Cowboy (1975).

## I brani

### We All Fall In Love Sometimes (04:11)
We All Fall In Love Sometimes, classica ballata eltoniana, presenta la Elton John Band al gran completo (Dee Murray al basso, Nigel Olsson alla batteria, Davey Johnstone alla chitarra e Ray Cooper alle percussioni). È ovviamente presente anche Elton, al pianoforte. La melodia mette molto in evidenza quest'ultimo strumento, soprattutto nella intro; nella parte strumentale predomina invece la chitarra di Johnstone. Degni di nota i cori nella parte finale, prima che Elton chiuda il pezzo. Il testo di Bernie (letteralmente Tutti ci innamoriamo a volte), pur essendo abbastanza ermetico, fa chiaramente capire già dal titolo il tema portante del brano: cioè l'amore in tutte le sue sfaccettature. Bisogna tenere presente anche il contesto nel quale è inserita We All Fall in Love Sometimes: Captain Fantastic and the Brown Dirt Cowboy è infatti un concept album, e le parole di Taupin sono quindi da ricondurre a un'esperienza autobiografica.

### Curtains (06:40)
Curtains si differenzia notevolmente dal precedente pezzo sia nelle sonorità che nel testo, pur essendo pianisticamente unita a We All Fall In Love Sometimes; la melodia ha infatti un andamento irregolare ed è unica nel suo genere nelle composizioni del duo John/Taupin. Il finale è notevole e grandioso: Elton, con tutti i membri della band, si cimenta nei cori in varie prestazioni vocali per diversi minuti; l'arrangiamento è sontuoso, mentre Nigel Olsson dà il meglio di sé alla batteria in esibizioni geniali e vigorose, tra le migliori mai suonate e registrate.
Anche il testo (letteralmente Sipario) cambia radicalmente: decisamente engimatico, richiama alla mente numerose immagini, tra cui quella dello spaventapasseri (un'allusione alla prima composizione del duo, Scarecrow, per l'appunto Spaventapasseri, ma anche al mondo rurale nel quale Bernie era nato e cresciuto) inquadrandole nel contesto autobiografico di tutto l'album di provenienza.  
Curtains, con la lunga parte finale, sembra essere un poetico addio alla Elton John Band: la formazione infatti sarà presto rinnovata. Nel successivo LP Rock of the Westies Nigel Olsson e Dee Murray verranno sostituiti da Roger Pope e Caleb Quaye e il sound delle varie produzioni cambierà non poco.

## Curiosità
- We All Fall In Love Sometimes/Curtains saranno incorporate in un maxi-singolo britannico del 1978 come B-side di Funeral for a Friend/Love Lies Bleeding.